# Séléniure de mercure
Le séléniure de mercure, ou séléniure de mercure(II), est un composé chimique de formule HgSe. Il se présente sous la forme d'un solide gris anthracite de structure blende aux cristaux brillants d'apparence métallique. Il existe dans le milieu naturel sous la forme d'un minéral appelé tiemannite.
Sa structure cristalline appartient au système cubique, groupe d'espace F43m (no 216), avec comme paramètre cristallin a = 607 pm. Il adopte une structure de type cinabre à partir de 0,75 GPa, puis halite à partir de 16 GPa et du système tétragonal au-dessus de 28 GPa.
Il peut être obtenu par une réaction en plusieurs étapes d'acide nitrique HNO3 avec du sélénium, de l'oxyde de mercure(II) HgO et du sulfate d'hydrazine N2H6SO4 :
3 HgO + 3 Se + 4 HNO3 ⟶ 3 HgSeO3 + 4 NO + 2 H2O ;
2 HgSeO3 + 3 N2H6SO4 + 6 NH3 ⟶ 2 HgSe + 3 N2 + 3 (NH4)2SO4 + 6 H2O.
Il est également possible de procéder à partir des éléments à environ 600 °C :
Hg + Se ⟶ HgSe.
Ses propriétés électroniques sont celles d'un semimétal.